# Enkeladosfontäne

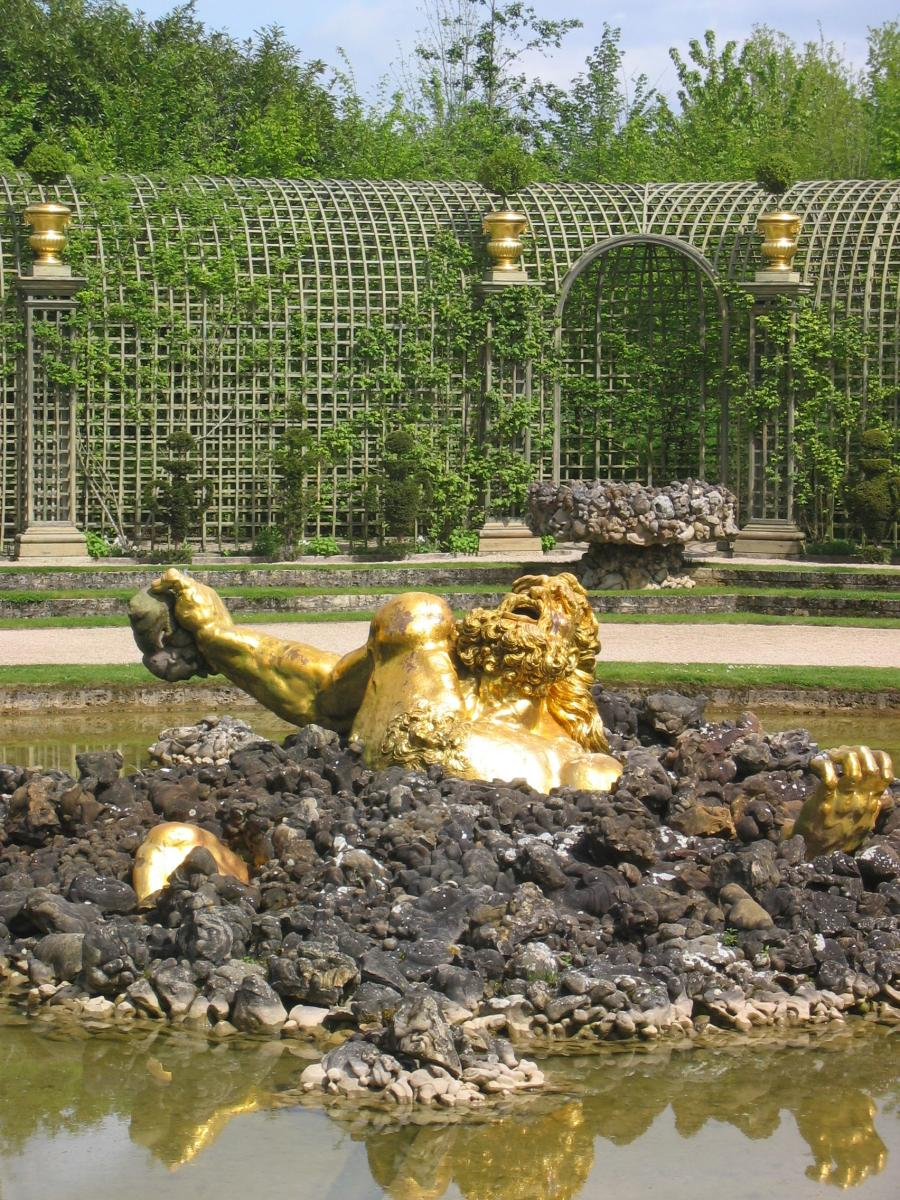
Enkeladosfontäne

Die Enkeladosfontäne im Park vom Schloss Versailles ist nach einem Riesen der griechischen Mythologie benannt und um 1676 als Zier- und Brunnenanlage erbaut worden. Die Anlage liegt rechtsseitig des Hauptweges (Königsallee) vom Schloss gesehen nahe dem „Großen Kanal“.
Mitten aus Felsbrocken versucht sich der besiegte Riese zu erheben. Zu Tagen mit großen Wasserspielen kann aus dem Mund ein etwa 25 Meter hoher Wasserstrahl sprühen.